# Kimono

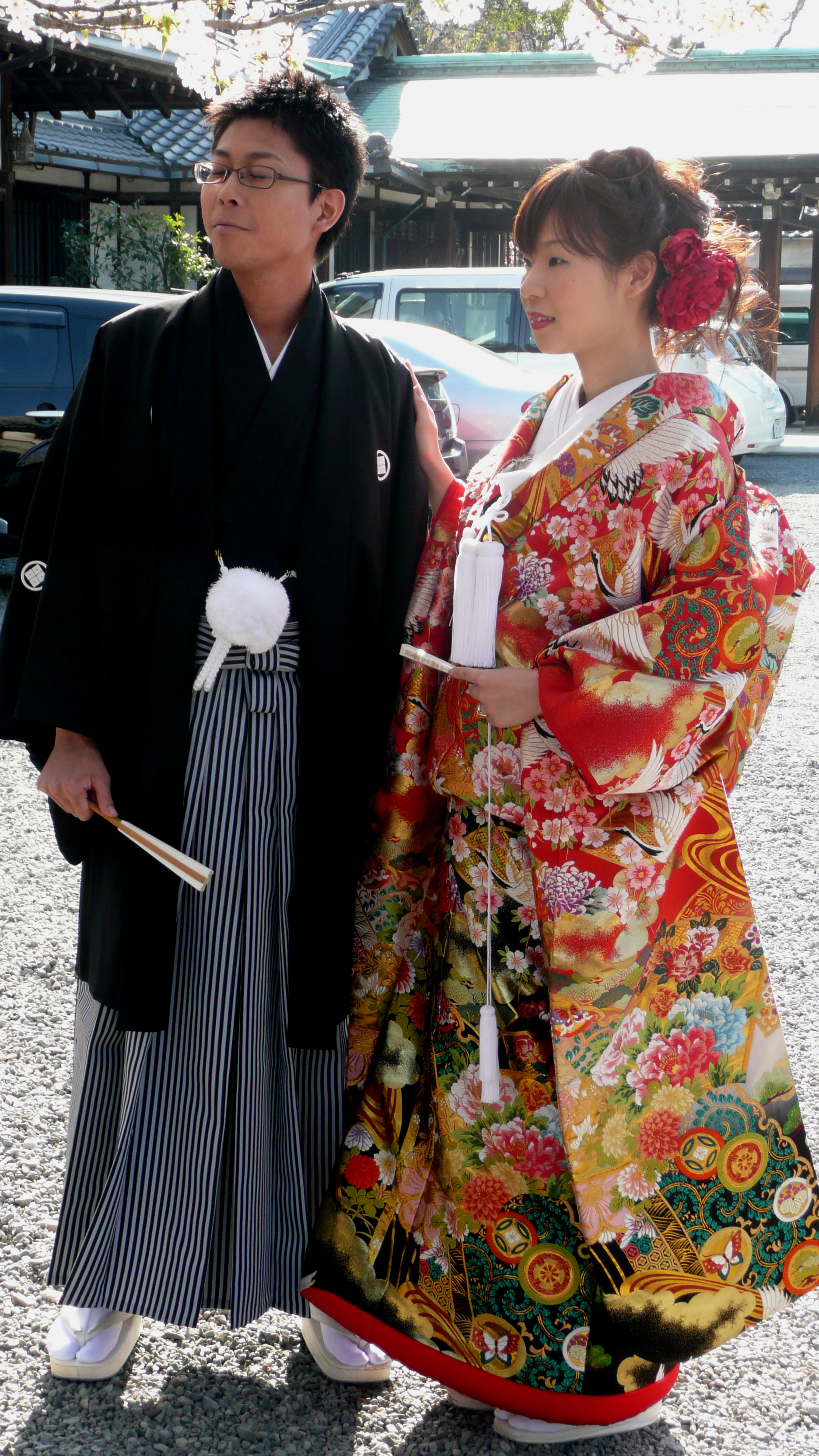
Männer- (mit Haori-Jacke und Hakama-Beinkleid) und Frauen-Kimono (Uchikake)

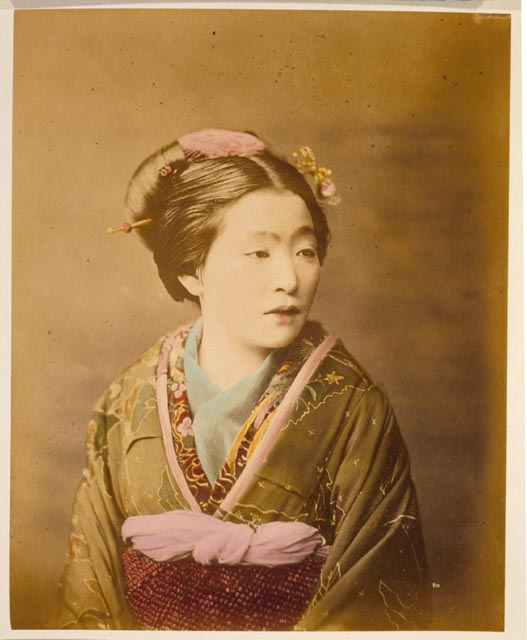
Japanerin mit Kimono, ca. 1870

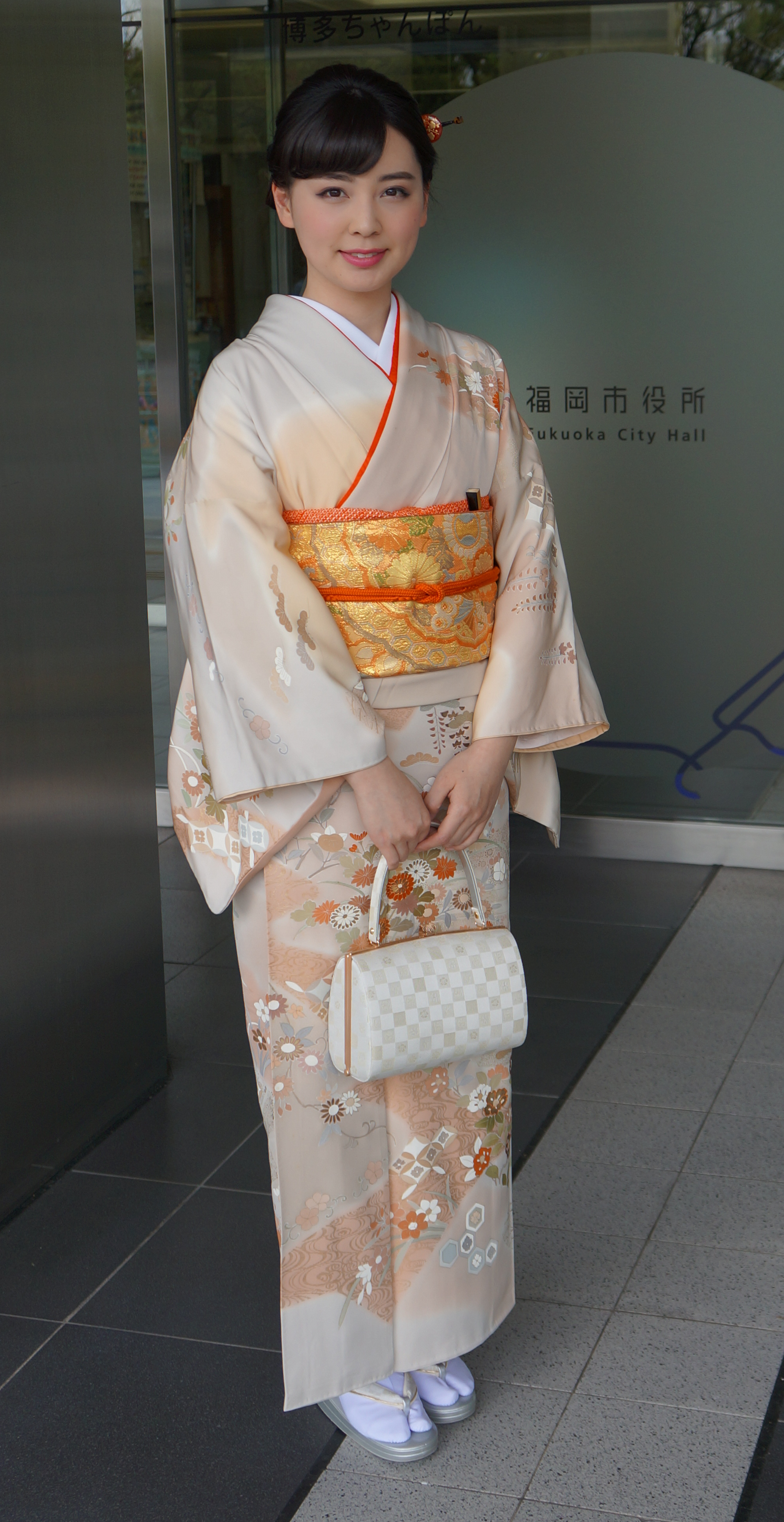
Kimono mit Schnitt Hiyoku shitate (比翼仕立て), bei dem die Stofflagen gut sichtbar sind

Kimono (japanisch 着物, dt. „Anziehsache“ von kiru = anziehen und mono = Ding) ist ein traditionelles japanisches tunicaartiges Kleidungsstück, das durch einen breiten Gürtel (Obi) zusammengehalten wird.

## Geschichte
Ursprünglich bezog sich das Wort Kimono auf alle Arten von Kleidungsstücken.
Der heutige Kimono nahm in der Heian-Zeit (794–1192) Gestalt an. Seitdem blieb die grundlegende Form des Kimonos sowohl für Männer als auch Frauen weitgehend unverändert: eine T-förmige, geradlinige Robe, die bis zu den Knöcheln reicht, ein Kragen sowie weite Ärmel. Wenn man die Arme waagerecht von sich streckt, fallen die Ärmel vom Handgelenk bis etwa zur Hüfte (bei einigen Stilen können die Ärmel sogar fast den Boden berühren). Die Robe ist um den Körper gewickelt, immer mit der linken Seite über die rechte. Zusammengehalten wird der Kimono von einem schärpenartigen Gürtel, dem 帯 (Obi). Er wird am Rücken geknotet.
Mit der Zeit gab es viele Variationen in Farbe, Stoff und Stil, ebenfalls in den Accessoires wie dem Obi.
Heute werden Kimonos bevorzugt zu besonderen Anlässen getragen, und das meist von Frauen. Männer tragen Kimonos oft bei Hochzeiten und zur Teezeremonie. Auch zu bestimmten Sportarten, wie beispielsweise Kendō, trägt man Kimonos. Es gibt eine große Zahl von Kimonohobbyisten in Japan, bei denen man Unterricht im Kimonotragen nehmen kann. Ein solcher Unterricht deckt verschiedene Themen ab: Aussuchen von jahreszeitlich und dem Ereignis angemessenen Stoff und Muster, passender Unterkleidung sowie Zubehör zum Kimono, das Aussuchen und Binden eines Obi usw.
Die meisten japanischen Frauen wären nicht in der Lage, ohne weitere Hilfe einen Kimono korrekt anzuziehen. Die typische Ausstattung für Frauen umfasst normalerweise zwölf oder mehr einzelne Stücke, die jeweils auf eine bestimmte Weise angelegt werden müssen. (Männerkimonos sind bedeutend einfacher, in der Regel handelt es sich um höchstens fünf Teile sowie Socken und Sandalen.) Es gibt daher noch immer professionelle Kimono-Anlegegehilfen, die man vor allem für besondere Anlässe zur Unterstützung anstellen kann. Mitglieder dieses Berufsstandes müssen eine Lizenz erwerben. Sie arbeiten oft in Friseursalons, kommen aber auf Wunsch meist auch zu den Kundinnen nach Hause.
Es gibt noch immer ältere Frauen, und wohl zu einem kleineren Teil auch Männer, die täglich Kimono tragen. Professionelle Sumoringer müssen bei öffentlichen Auftritten außerhalb des Rings einen Kimono tragen.
Heutzutage wird der Kimono nur noch gelegentlich in der Öffentlichkeit getragen, hauptsächlich durch 芸子 (Geiko – oft unüblich 'Geisha' genannt), 舞妓 (Maiko – Geikos in Ausbildung) und 巫女 (Miko – Schreinmädchen). Zum Kimono gehören noch 草履 (Zōri) (Zehenstegsandalen) bzw. 下駄 (Geta) (Holz-Sandalen – weniger formell), Schmuck und bei kurzen, d. h. hüftlangen, Kimonos ein 袴 (Hakama). Bei Männern sind gelegentlich noch 根付 (Netsuke) (Holzfigürchen) zu finden, die als Gegengewicht zum Taschenersatz 印籠 (Inrō) dienen. Als Überjacke kann sowohl von Frauen als auch von Männern ein 羽織 (Haori) getragen werden. Und als Schutz gegen Verschmutzung bei der Arbeit werden spezielle Schürzen 割烹着 (Kappōgi) benutzt und ein um die Achseln gewundenes Band wird verwendet, um die weiten Ärmel speziell der Frauenkleidung hochzubinden und so mehr Bewegungsfreiheit bei der Arbeit zu erlangen.

## Handhabung und Verwendung
Die Kimonos für Frauen sind im Wesentlichen von einer Größe. Sie werden geklemmt und gefaltet, um dem individuellen Körperbau gerecht zu werden. Heutzutage sind jedoch sowohl Kimonos für Männer als auch für Frauen vermehrt in verschiedenen Größen verfügbar. Sehr große oder schwer gebaute Menschen (beispielsweise Sumoringer) benötigen einen speziell zugeschnittenen Kimono.
In der Vergangenheit wurden Kimonos oftmals komplett auseinandergenommen, damit man sie in Einzelteilen waschen konnte. Danach wurden die Teile wieder zusammengenäht. Moderne Waschmethoden und Stoffe haben dieses Vorgehen jedoch weitgehend überflüssig gemacht. Manchmal bringt man zur Lagerung mit weiten und lockeren Stichen rund um einen gefalteten Kimono eine Heftnaht an. Dies verhindert das Entstehen von Falten oder eine Zerknitterung und hält gleichzeitig die verschiedenen Schichten des Kimonos zusammen.
Es gibt Kimono-Arten für verschiedene Anlässe, vom äußerst formellen hin zum sehr lockeren. Der Förmlichkeitsgrad eines Frauenkimonos wird durch Muster, Stoff und Farbe bestimmt. Männerkimonos sind in der Regel grundlegend gleich geschnitten und werden meist in dunkleren Farben getragen. Die Förmlichkeit wird hier vor allem durch Stoff und Farbe, sowie durch die Anzahl oder das Fehlen der mon, Familienwappen, bestimmt. Seide ist der wünschenswerteste und der formellste Stoff, Wolle, Leinen und Baumwolle sind lässiger. Heutzutage gibt es auch Kimonos aus Polyester; diese sind in der Regel eher lässig.
Kimonos werden aus einem einzigen Ballen Stoff hergestellt. Diese Ballen haben festgelegte Ausmaße, und der komplette Stoff wird für die Produktion des Kimonos verwendet. Dies ist der Grund, warum größer geschnittene Kimonos schwer zu finden und sehr teuer anzufertigen sind.
In der Regel sind Kimonos teuer. Hochwertige Kimonos werden handgenäht, und die verwendeten Stoffe sind gleichfalls oft handgemacht und aufwändig dekoriert. Ein einzelner Frauenkimono kann sehr leicht mehr als 10.000 € kosten; eine komplette Ausstattung – Kimono, Unterkleider, obi, Bänder, Socken, Sandalen und Zubehör – kann über 20.000 € kosten. Ein einzelner obi kann gut tausende Euro wert sein. Tatsächlich sind jedoch die meisten Kimonos von Hobbyisten oder Vertretern der traditionellen Kunst weit weniger teuer. Unternehmenslustige können ihren Kimono oder Unterkleider recht einfach selbst schneidern, da sie einer Standardform folgen. Alte Kimonos können auch umgearbeitet werden. Günstigere und maschinengewebte Stoffe können anstatt der von Hand bearbeiteten Seide eingesetzt werden. Es gibt in Japan schließlich auch einen florierenden Handel mit gebrauchten Kimonos. Obi für Frauen bleiben jedoch teuer. Sogar aus Zweithand können sie hunderte von Euro kosten, und es ist für Unerfahrene schwer, sie zu fertigen. Männer-obi sind um einiges günstiger, sogar jene aus Seide. Dies liegt in erster Linie daran, dass diese obi bedeutend schmaler, kürzer und bedeutend einfacher gestaltet sind als Frauen-obi.
Alte Kimonos können auf verschiedene Art wiederverwertet werden: Man macht aus ihnen Haoris oder Kinderkimonos; ihr Stoff wird dazu benutzt, ähnliche Kimonos auszubessern; man macht Kimonozubehör wie Handtaschen aus ihnen oder Abdeckungen, Taschen sowie Gehäuse für verschiedene Utensilien, z. B. Süßigkeiten-Zangen (verwendet in Teezeremonien) oder Keramik-Unikate. Männerkimonos, die im unteren Bereich beschädigt sind, können weiterhin unter Hakama getragen werden, so dass der Makel nicht sichtbar ist.

## Frauenkimono
Es gibt mehrere Arten von Kimonos, die heutzutage von Frauen getragen werden. Sie werden gemäß Alter und Anlass ausgesucht.
Im Folgenden werden die verschiedenen Kimonotypen absteigend nach Förmlichkeit aufgelistet.
Anmerkung: Muster wird hier in der Bedeutung Verzierung, Motiv verwendet (im Allgemeinen nicht regelmäßig/wiederholt). Ist nur dann als regelmäßiges Muster gemeint, wenn extra angegeben.
- Kurotomesode (黒留袖, wörtlich: schwarze befestigte Ärmel): schwarzer Kimono, der nur unterhalb der Taille gemustert ist. Kurotomesode ist der förmlichste der Kimonos für verheiratete Frauen. Wird oft von den Müttern des Brautpaares bei der Hochzeit getragen. Üblicherweise sind auf Kurotomesode fünf Kamon (Familiensiegel) auf den Ärmeln, Brust und Rücken des Kimonos.

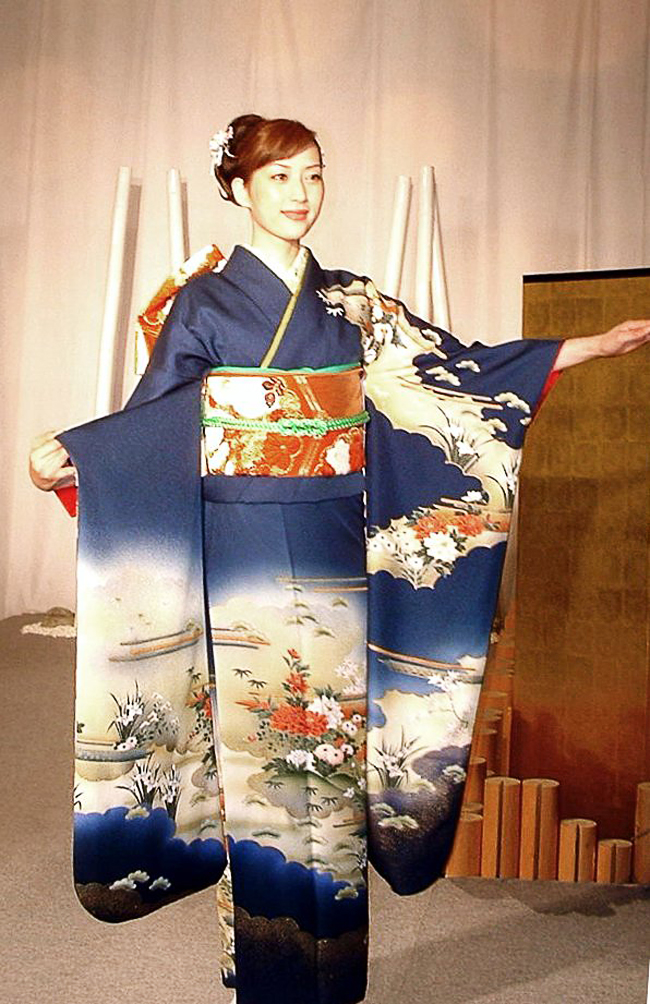
Furisode-Kimono

- Furisode-KimonoFurisode (振袖, wörtlich: Schüttelärmel): Die Ärmel sind üblicherweise 100–110 cm lang. Der Furisode ist der formellste Kimono für unverheiratete Frauen. Er ist großflächig gemustert. Üblicherweise wird er bei „Volljährigkeitszeremonien“ (z. B. dem Seijin no hi) oder bei Hochzeiten und Hochzeitsempfängen von unverheirateten Verwandten getragen.
- Irotomesode (色留袖, wörtlich: farbiger befestigter Ärmel): Irotomesode ist ein einfarbiger Kimono, der nur unterhalb der Taille gemustert ist. Er ist etwas weniger förmlich als der Kurotomesode. Der Irotomesode kann drei oder fünf Kamon zeigen. Er wird nur von verheirateten Frauen getragen. Üblicherweise tragen nahe Verwandte des Brautpaares den Irotomesode bei der Hochzeit.
- Hōmongi (訪問着, wörtlich: Besuchskleidung): Typisch sind Muster, die über Schulter, Ärmel und Nähte fließen. Hōmongi sind etwas formeller als die ähnlichen Tsukesage. Hōmongi werden sowohl von verheirateten als auch ledigen Frauen getragen. Üblicherweise tragen Freundinnen des Brautpaares Hōmongi bei der Hochzeit. Außerdem werden sie zu formellen Anlässen wie Empfängen oder Galas getragen.
- Tsukesage (付け下げ): Der Tsukesage hat schlichtere Muster, die weniger der Fläche in Anspruch nehmen als beim Hōmongi, hauptsächlich unterhalb der Taille. Wird sowohl von verheirateten als auch ledigen Frauen getragen.
- Iromuji (色無地, wörtlich: farbig ungemustert): Einfarbiger Kimono, der auch sowohl von verheirateten als auch ledigen Frauen getragen wird. Die gefärbte Seide kann strukturiert (rinzu) sein, hat aber keine verschiedenfarbigen Muster. Der Iromuji wird hauptsächlich zu Teezeremonien getragen.
- Komon (小紋, wörtlich: feines Muster): Ist ein Kimono mit einem kleinen, sich wiederholenden Muster über das ganze Gewebe hinweg. Wird im täglichen Leben getragen. Ergänzt durch einen Obi als Abendkleidung. Auch wieder sowohl für verheiratete als auch ledige Frauen.

- Edo Komon (江戸小紋): Ist eine Sorte Komon. Er ist durch kleine, punktartige Muster charakterisiert, die größere Bilder ergeben. Die Edo Komon-Färbetechnik hat ihren Ursprung mit der Samuraikaste in der Edo-Periode. Er ist ebenso formell wie der Iromuji und, wenn er ein Kamon zeigt, auch als „Besuchskleidung“ geeignet (gleichwertig wie Tsukesage oder Hōmongi).

- Shiromuku (wörtlich: Shiro = weiß und muku = pur): traditioneller Hochzeitskimono, der üblicherweise aus weißem Seidenbrokat mit eingewebten, glückverheißenden Motiven (Kranich, Pinie etc.) hergestellt wird. Er ist, ebenso wie der Uchikake, bedeutend länger als andere Kimonos und hat eine wattierte Saumschleppe. Da er sehr teuer ist, wird er heutzutage auch sehr oft für „nur“ einige Tausend Euro gemietet oder einfach vererbt. Zum Shiromuku trägt die Braut eine weiße Brauthaube (Watabōshi oder Tsunokakushi).
- Mofuku (喪服, „Trauerkleidung“): Ein allgemeiner Begriff für Trauerkleidung inkl. westlicher; in Bezug auf japanische Kleidung bezeichnet Mofuku jedoch einen Trauerkimono für Männer und Frauen, der bei der Beerdigung von nahen Verwandten getragen wird. Die Grundfarbe ist Schwarz ohne Muster und evtl. mit Kamon. Zum Mofuku trägt man einen schwarzen Obi und zumeist weiße Tabi.
- Uchikake: Farbiger Hochzeitskimono der Braut aus schwerem, mit glückbringenden Symbolen durchwirktem und besticktem Seidenbrokat. Die beliebteste Grundfarbe des Uchikake ist Rot; es kommen aber auch Schwarz oder andere Farben vor. Die Verzierungen sind zu einem großen Teil gold- und silberfarben. Die Ärmelschleppen hängen bis zu den Fußknöcheln herab. Der Uchikake ist um ca. 30–40 cm länger als die anderen Kimonos, so dass der untere Saum über den Boden schleift. Zum Uchikake trägt die Braut keine Kopfbedeckung, sondern lediglich prachtvollen Kopfschmuck. Ohne Hilfe kann die Braut den Uchikake weder korrekt anziehen noch sich damit angemessen fortbewegen. Bis zur Edo-Zeit (1603–1867) war der Uchikake der formelle Kimono von Samurai-Frauen und Adeligen.

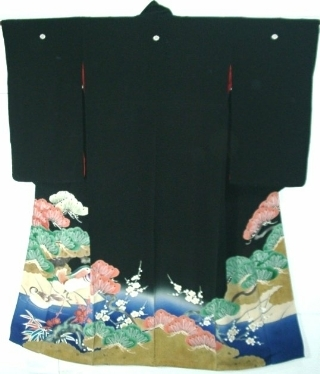
Kurotomesode
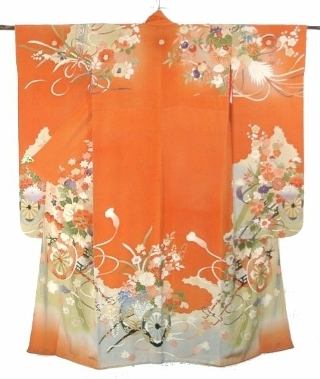
Furisode
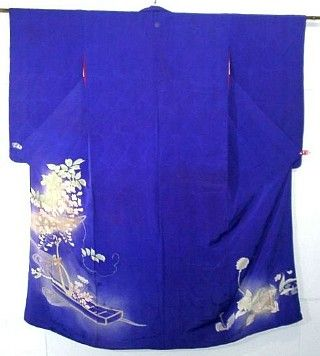
Irotomesode
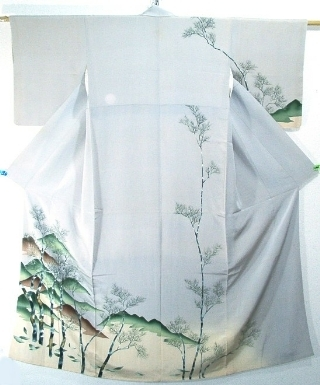
Hōmongi
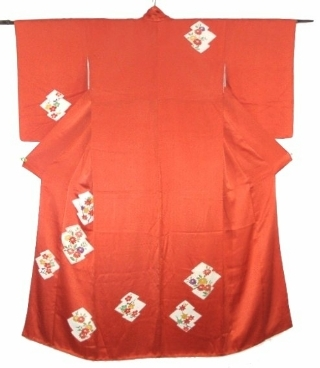
Tsukesage
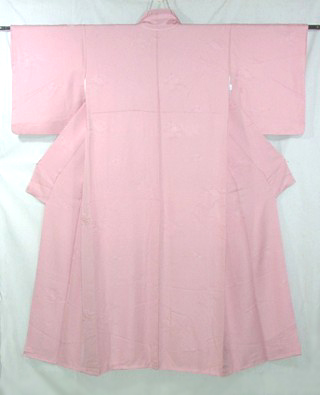
Iromuji
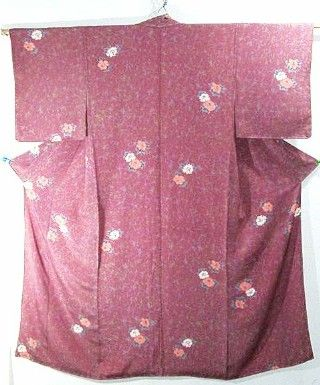
Komon
Uchikake
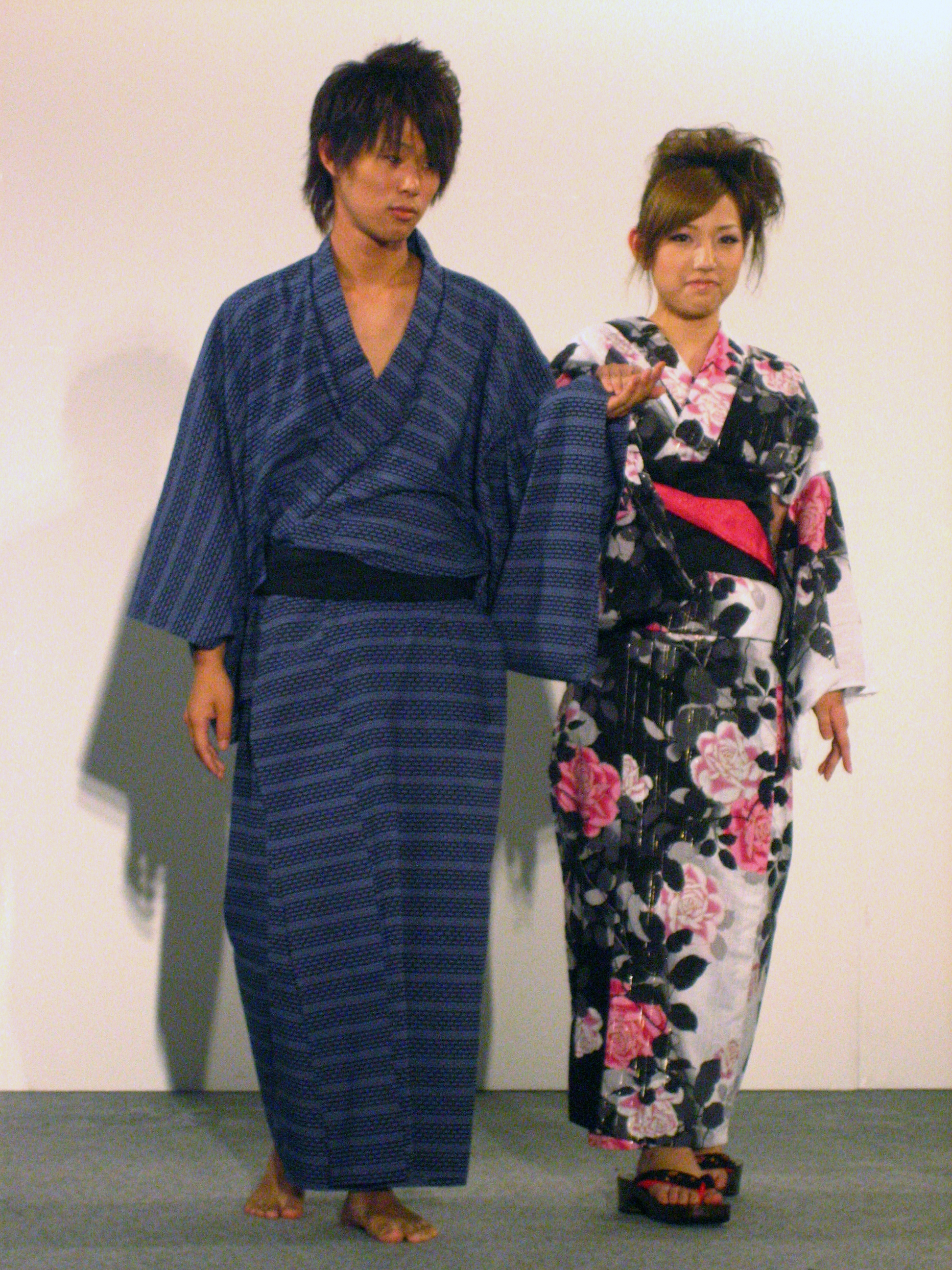
Männer- und Frauen-Yukata

## Geisha-Kimonos
Da Geisha keine gewöhnlichen japanischen Hausfrauen sind, unterscheiden sie sich nicht nur vom Aussehen im Gesicht, sondern beispielsweise auch in der Garderobe.
- Der Susohiki ist der traditionelle Kimono für die Geishas. Die Ärmellänge erinnert an einen Tomesode. Die Farben sind, je nach Jahreszeit oder Anlass, unterschiedlich, von schwarz bis lila. Meist sind es aber gedeckte Farben, die nicht auffallend sind, da die Geisha mit ihrer Kunst, weniger mit ihrem Aussehen, Aufmerksamkeit erregen will. Außerdem sind die Susohiki-Kimonos von der Länge beim Tragen sehr lang, er würde beim normalen Gehen über den Boden schleifen. Das würde eine Geisha aber niemals tun. Geisha tragen mit einem raffinierten, sehr eleganten Handgriff vor dem oberen Bauch ihren Kimono stets gerafft, so dass er den Boden niemals unnötig berührt. Nur zu Phototerminen wird, wie die Hochzeitskimono Uchikake und Shiromuku, ein Susohiki auf dem Boden abgelegt, beim ersten Schritt aber wieder aufgenommen. Zu dem Susohiki trägt sie entweder seidene Zori oder, wenn es regnet, die hölzernen Getas.
- Der Hikizuri ist der traditionelle Kimono für die Maikos (Geishaauszubildende). Die Maikos unterscheiden sich ebenfalls in Aussehen von den Geishas. Während die Geishas, die ja schon älter sind, sich weniger auffallend schminken und verhalten, tragen die Maikos bunte Farben, üppigen Kanzashi-Haarschmuck und hohe Plateauschuhe, die ebenfalls sehr kindlich wirken, denn die Maiko soll jung wirken, wobei die traditionelle Ausbildung mit etwa sechseinhalb Jahren beginnt, heute jedoch ab dem Alter von 16 Jahren möglich ist. Deshalb ist der Hikizuri oft mit üppigen, bunten Mustern versehen und die Grundfarben sind meistens grell grün, oder blau, da die Maiko kindlich wirken soll, um die fehlende Reife im Gegensatz zur ausgebildeten Geisha zu zeigen. Des Weiteren hat der Hikizuri lange Ärmel, sie sind aber kürzer als beim Furisode, da so lange Ärmel beim Tanzen stören würden. Außerdem ist die Höhe, ebenfalls wie beim Susohiki, sehr lang. Die Maiko trägt zu ihrem Hikizuri nicht wie die Geisha schlichten, sondern bunten, auffallenden und üppigen Kanzashi-Haarschmuck. Außerdem trägt sie die typischen Plateauschuhe, die Okobo.

Der Hikizuri-Kimono wird auch oft im Kabuki benutzt, um die Rolle eines jungen Mädchens zu spielen (z. B. Bandō Tamasaburō in Sagi Musume).

## Männerkimono
Moderne Männerkimonos unterscheiden sich hauptsächlich in Stoff und Design. Die meisten sind von gedämpfter, dunkler Farbe. Verbreitet sind Schwarz sowie dunkelblaue und -grüne Töne, manchmal auch Braun. Stoffe sind in der Regel matt. Manche haben ein feines Muster; texturierte Stoffe sind bei eher lockeren Kimonos zu finden. Weniger förmliche Kimonos können von einer etwas helleren Farbe sein, beispielsweise in zarteren Lila-, Grün- und Blautönen. Manche Sumoringer tragen gelegentlich ziemlich helle Farben wie Magenta.
Der förmlichste Kimonostil für Männer ist einfaches Schwarz mit fünf kamon an Brust, Schultern und Rücken. Etwas weniger förmlich ist der Kimono mit drei kamon. Dieser wird meist mit weißer Unterbekleidung und Zubehör kombiniert.
Fast jede Kimonoausstattung kann förmlicher gestaltet werden, indem man hakama und haori trägt.

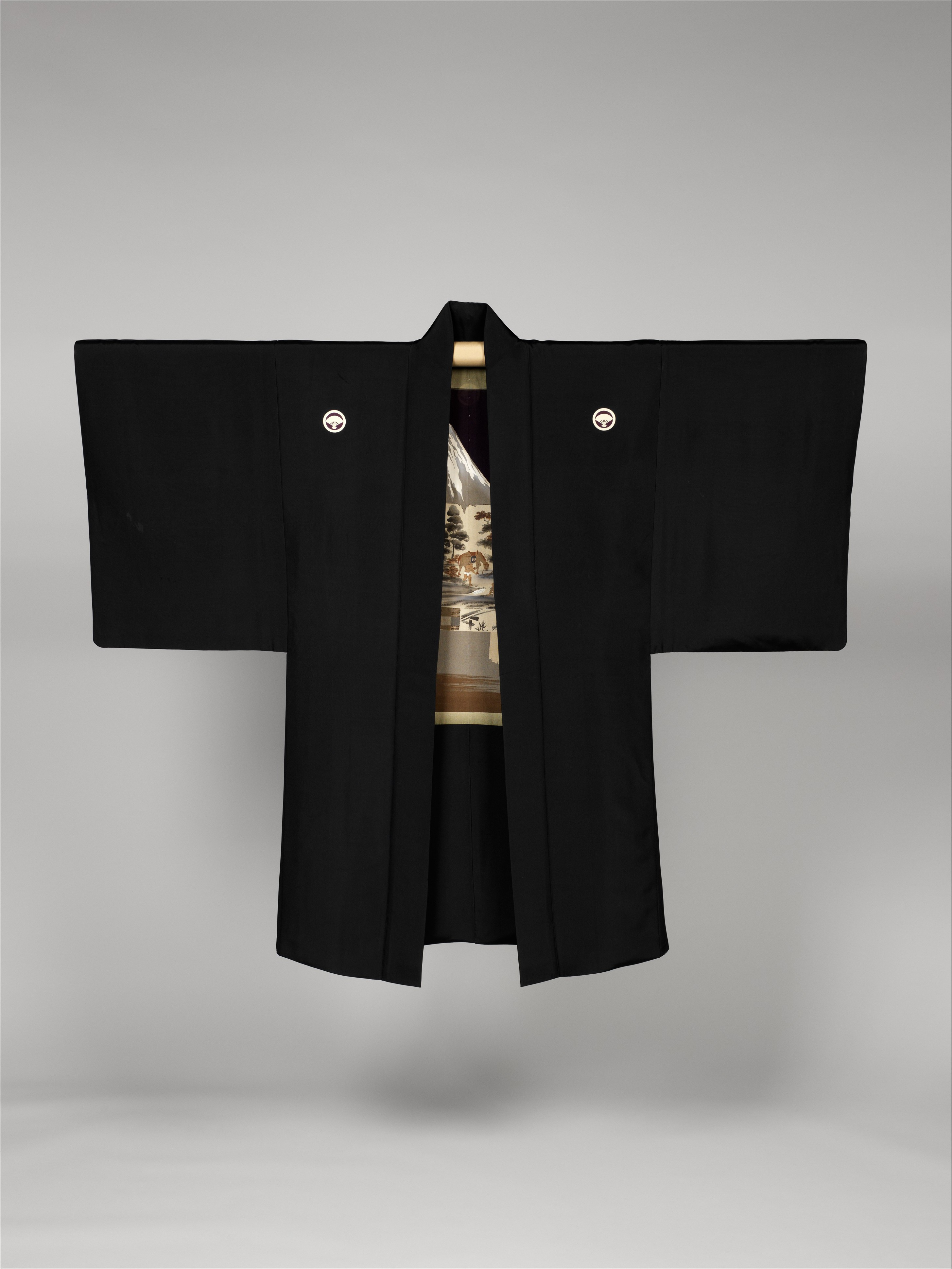
Haori (außen)
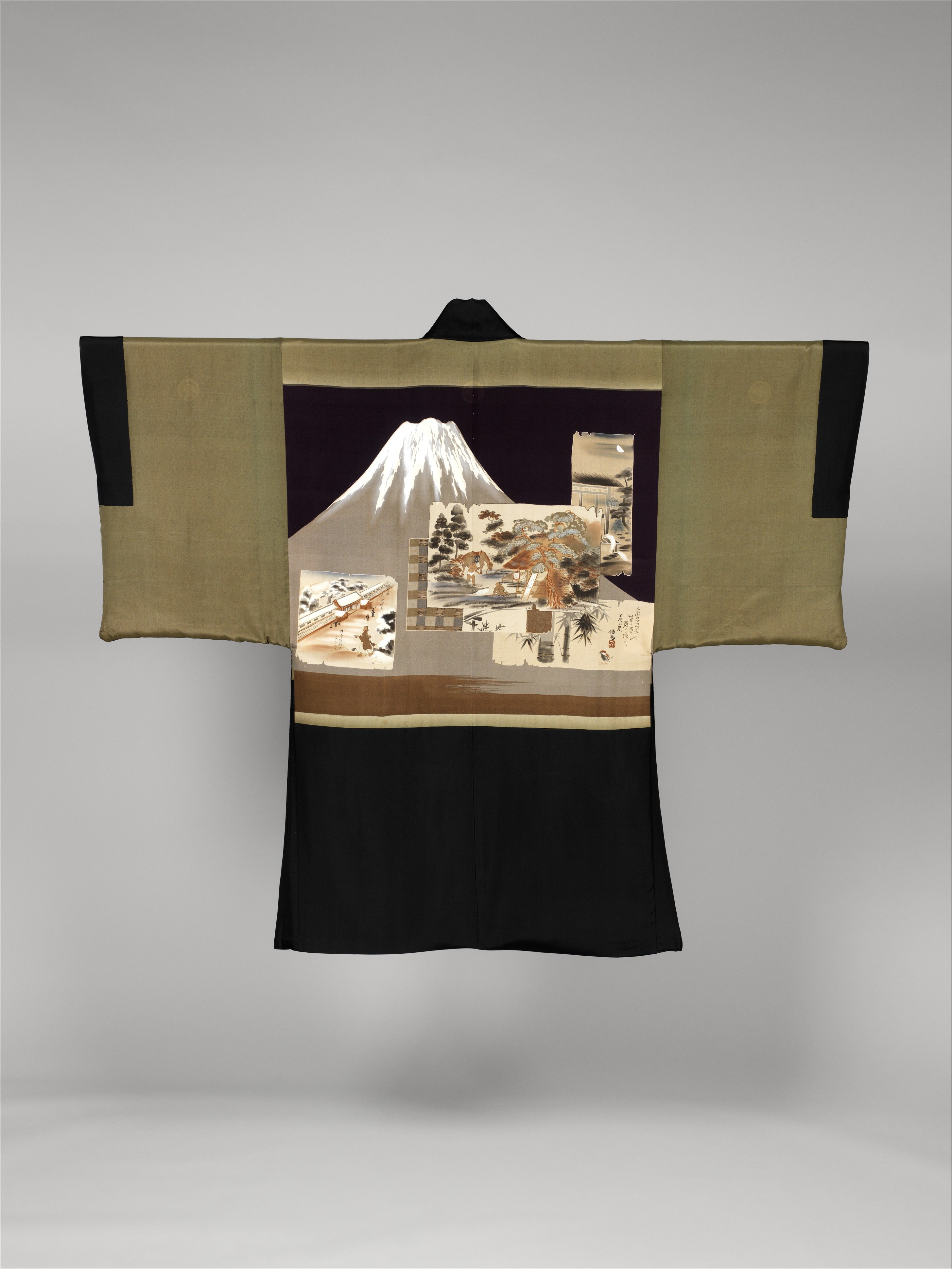
Haori (innen)
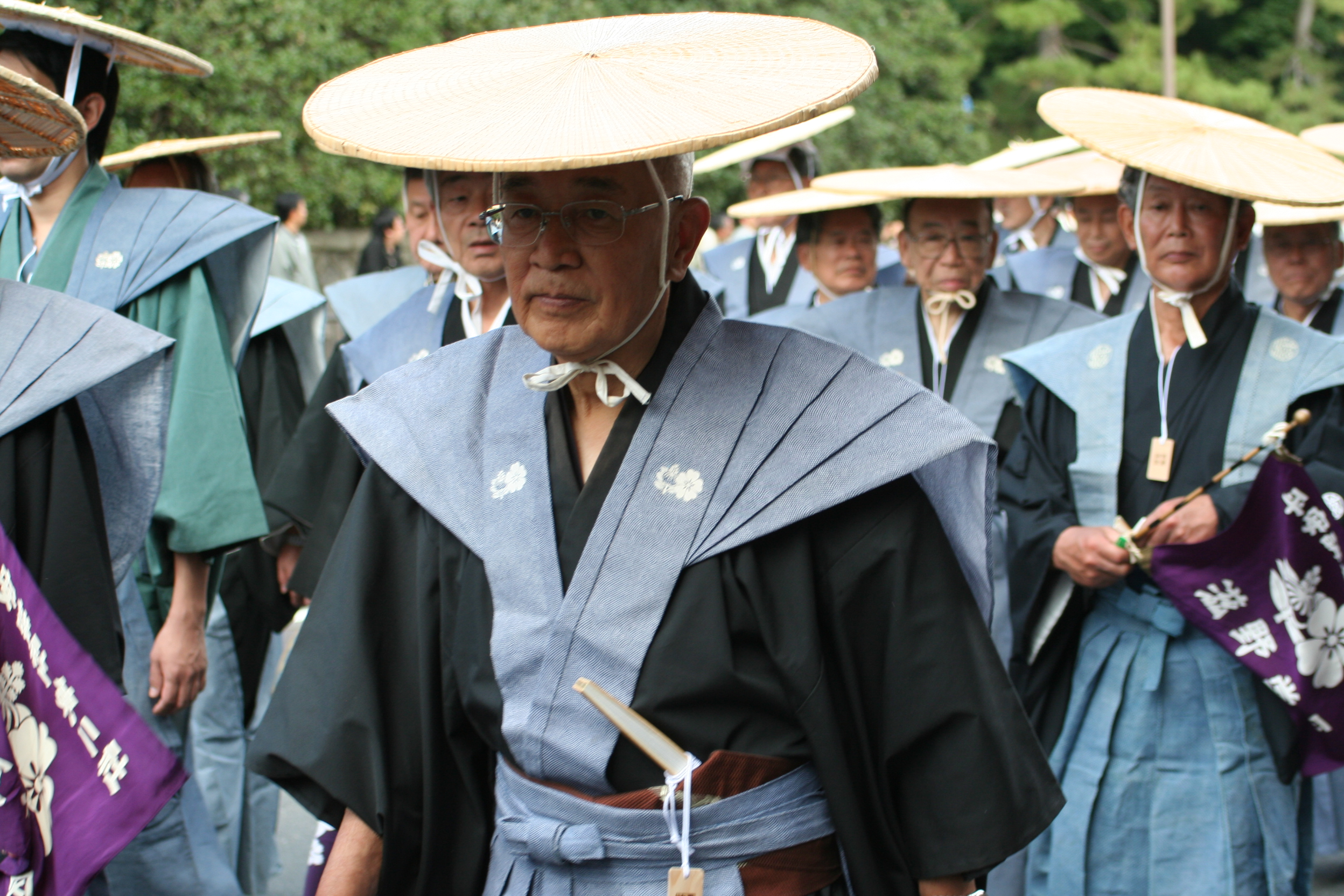
historisch: Kamishimo (hier mit Ichimonjigasa-Kopfbedeckung)
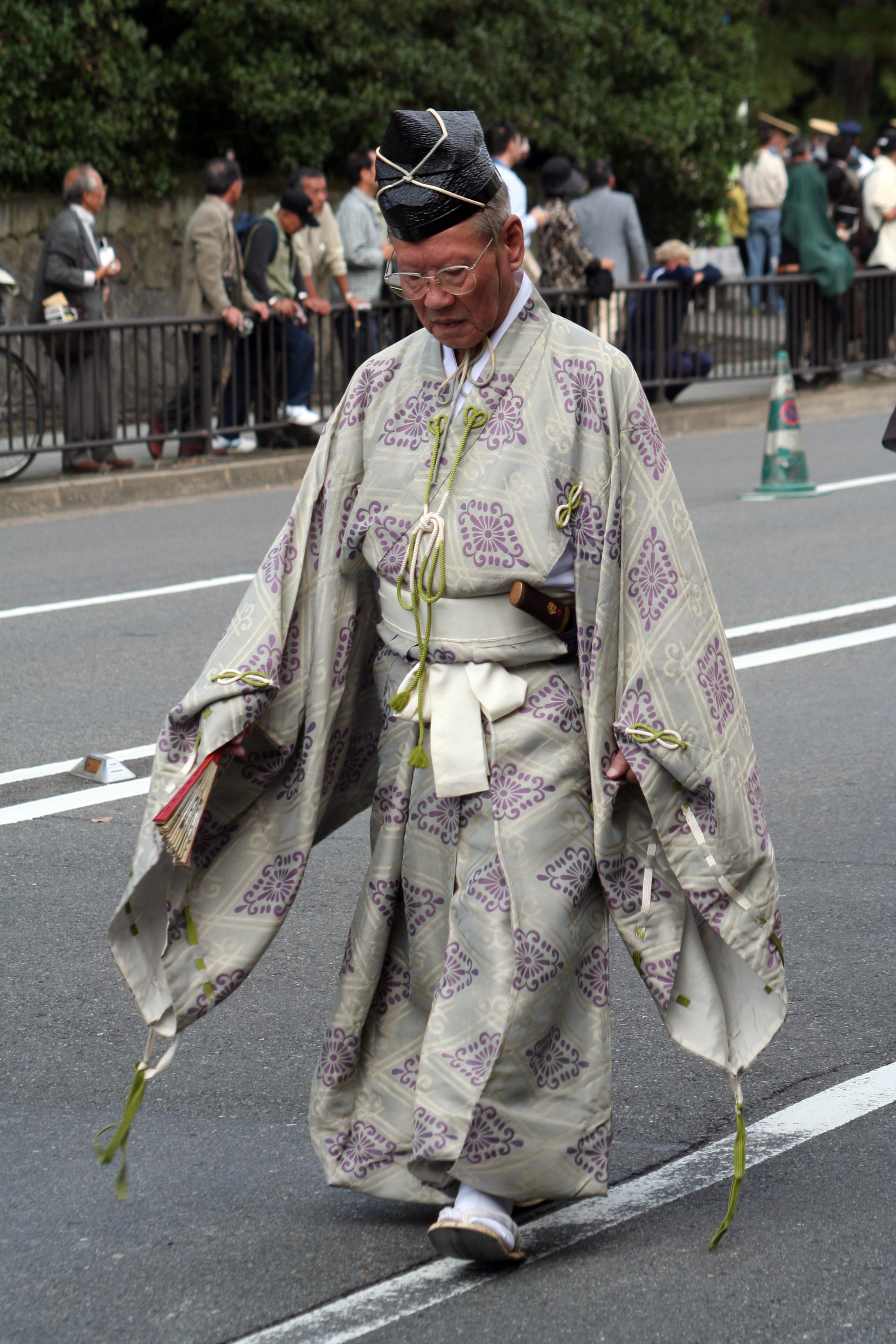
historisch: Hitatare
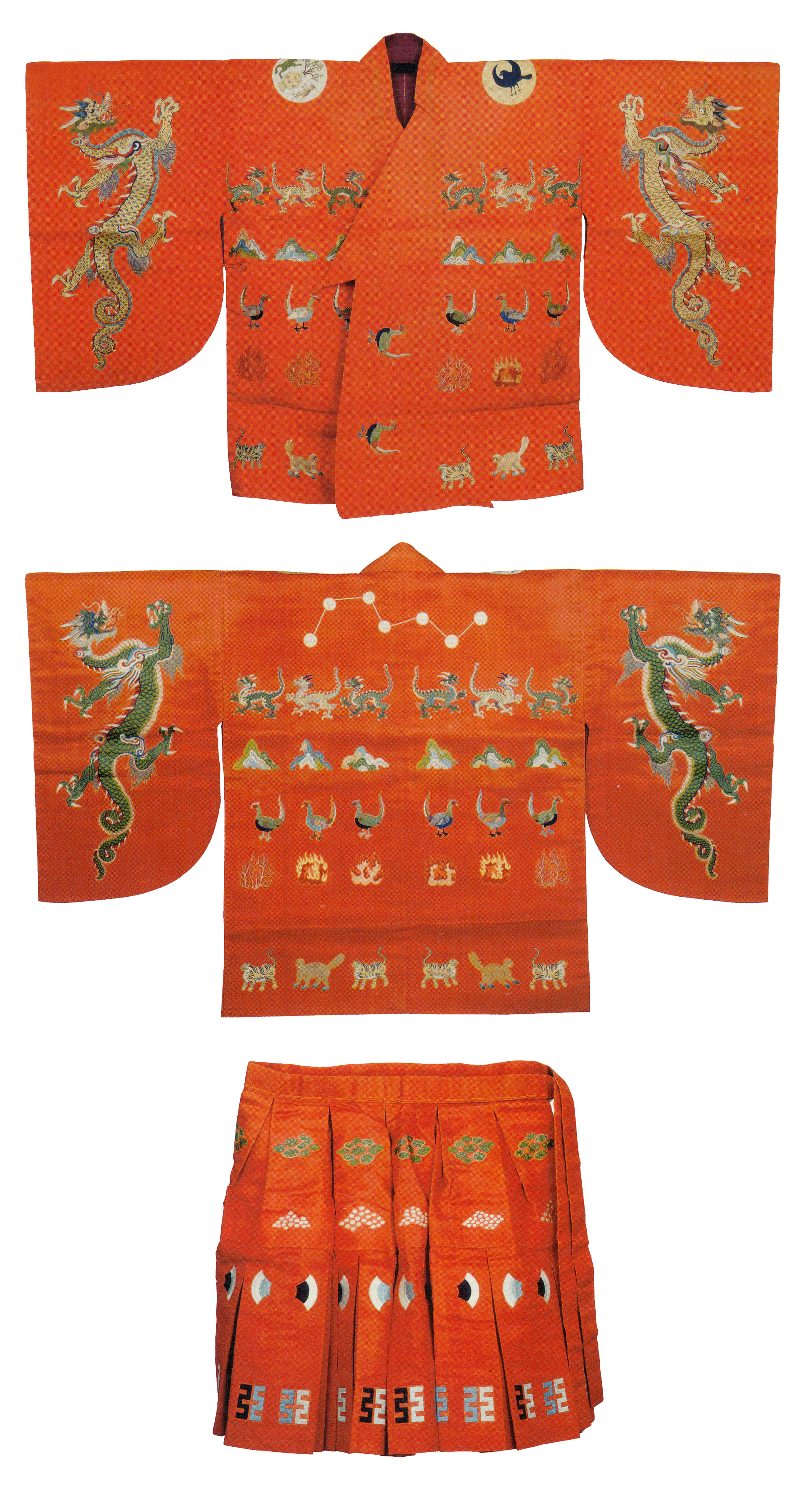
historisch: Kon’e, kaiserlicher Kimono (hier des Kōmei-Tennō)

## Aufbau
|  | 1. Kragenschutz vor Schmutz und Schweiß (共衿/共襟, tomoeri, wenn aus gleichem Stoff wie Rest, bzw. 掛衿/掛襟, kakeeri, wenn aus einem dunkleren Stoff) 2. eigentlicher Kragen (本衿/本襟, hon’eri bzw. 地衿/地襟, jieri) 3. rechtes Vorderrumpfteil (前身頃, maemigoro) 4. linkes Vorderrumpfteil (dito) 5. Ärmel (袖, sode) 6. Ärmeltasche (袂, tamoto) 7. linker Überlappungsstreifen (衽, okumi) 8. rechter Überlappungsstreifen (dito) 9. Schnittpunkt von Vorderseite und Kragen (剣先, kensaki) 10. Kimonolänge (身丈, mitake) 11. Ärmellänge (裄丈, yukitake) 12. Schulterbreite (肩幅, katahaba) 13. Ärmelbreite (袖幅, sodehaba) 14. Ärmellänge (袖丈, sodetake) 15. Ärmelöffnung (袖口, sodeguchi) 16. Armloch (袖付, sodetsuke) |

Frauenkimonos besitzen sowohl unter dem linken und rechten Armloch bei den Achseln eine Öffnung (身八つ口, miyatsukuchi/miyatsuguchi) als auch je gegenüber weiter unten an den Ärmeln eine weitere Öffnung (振八つ口, furiyatsuguchi oder 振り口, furikuchi). Die Bezeichnung yatsuguchi (八つ口) kommt daher, dass mit diesen vier zusätzlichen Öffnungen zusammen mit denen für die Arme, Hals und Unterkörper ein Frauenkimono „acht Öffnungen“ hat.
Kimono können wie folgt aus einer Stoffbahn geschnitten werden (es gibt mehrere Schnittvarianten, je nach Kimono):
|  | 1. rechter Ärmel 2. linker Ärmel 3. rechtes Rumpfteil 4. linkes Rumpfteil 5. rechter Überlappungsstreifen 6. linker Überlappungsstreifen 7. Kragenschutz 8. eigentlicher Kragen |

Dadurch ergeben sich folgende Stücke:

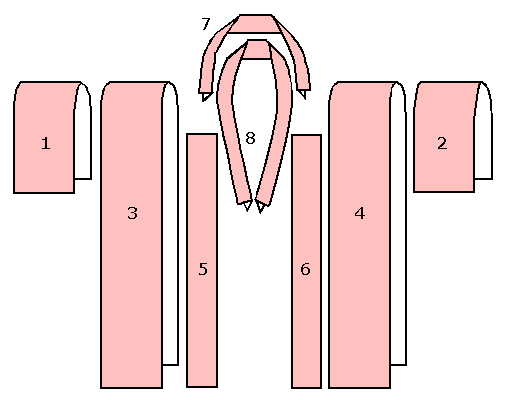
Kimono-Stücke

## Zubehör und verwandte Kleidung

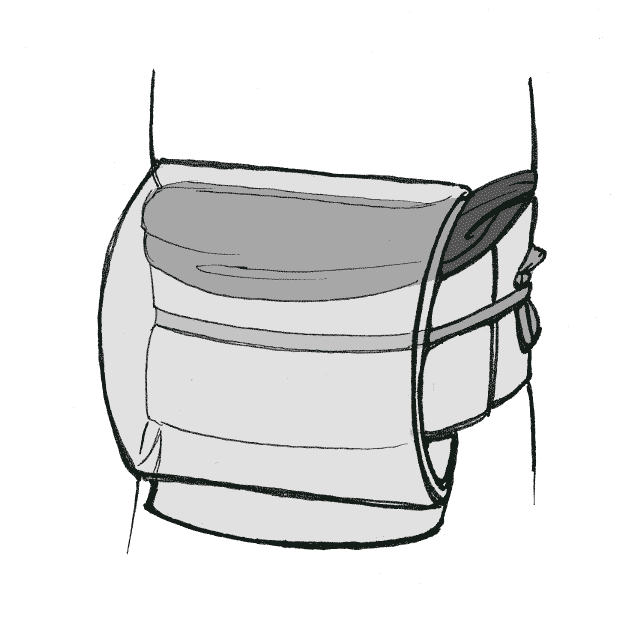
Obi (Otaiko-musubi)

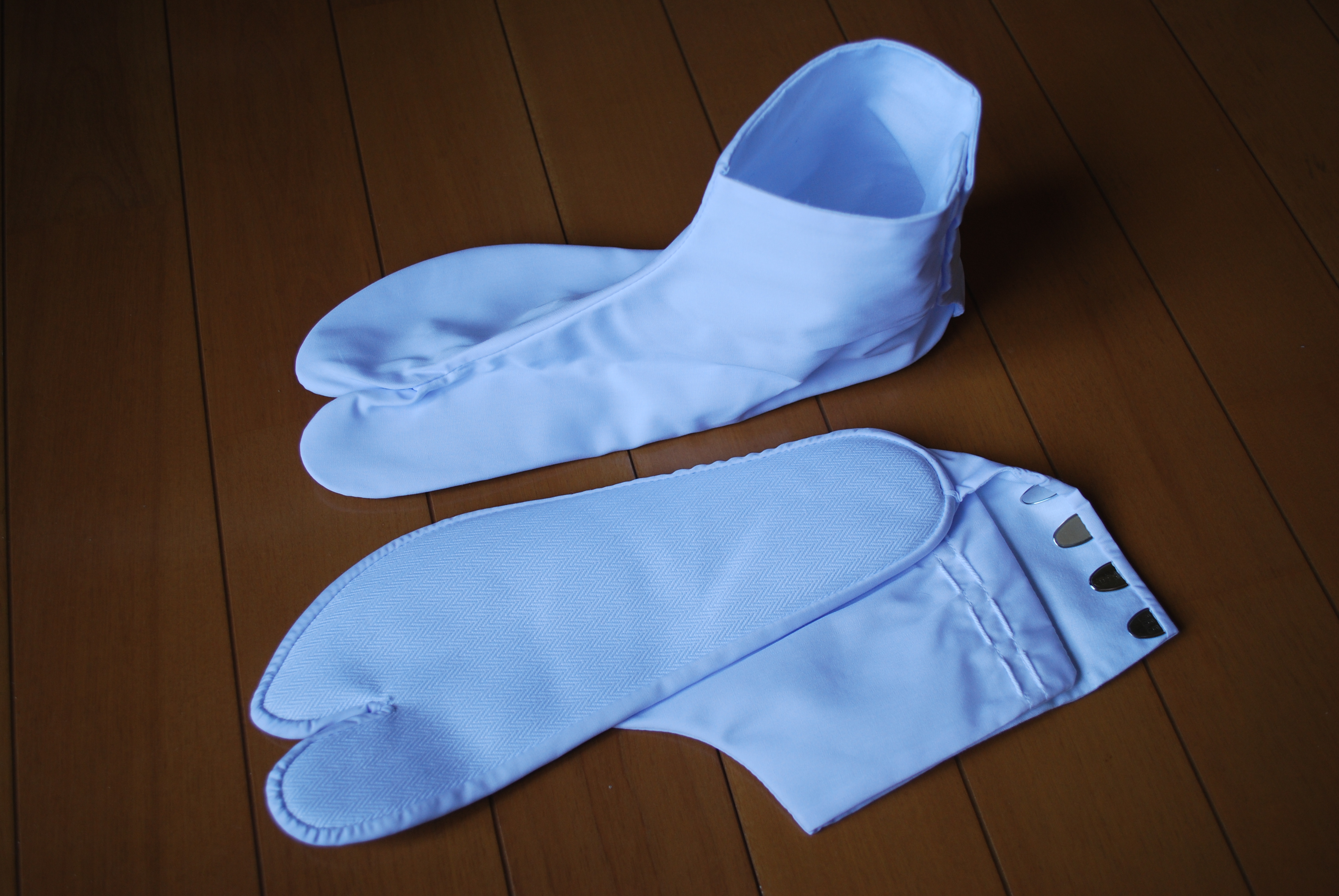
Tabi

YukataInformeller Sommerkimono, der üblicherweise aus Baumwolle, Leinen oder Hanf hergestellt wird. Yukata werden hauptsächlich zu Festen im Freien von Frauen und Männern jeden Alters getragen.
Tanzen/DoteraInformeller Winterkimono, der mit Baumwolle wattiert ist.
GetaGeta sind hölzerne Sandalen mit Zehensteg, die zu Yukata sowohl von Männern als auch von Frauen getragen werden. Eine Variante der Geta werden von den Maiko (Geisha-Auszubildende) getragen (Okobo).
HakamaEin Rock oder Hosenrock, eher ein sehr weit geschnittenes Paar Hosen. Wurde traditionell nur von Männern getragen, aber inzwischen auch von Frauen. Ein hakama hat in der Regel Falten und eine koshiita, einen steifen oder gepolsterten Bereich am unteren Rücken. Hakama werden auch in verschiedenen Budōkünsten getragen, beispielsweise im Aikidō, Kendō, Kyūdō, Iaidō und Naginatadō. Auch hier wird der Grad der Förmlichkeit durch das Muster bestimmt. Während eine sehr förmliche Frauenausstattung keine hakama umfasst, sind sie für Männer üblich.
HaoriBis auf Hüft- oder Schenkelhöhe gehende Kimono-Bedeckung in der Art eines Jacketts. Sie sorgt für mehr Förmlichkeit. Haori waren ursprünglich nur Männern vorbehalten, aber am Ende der Meiji-Zeit änderte sich die Mode. Heute werden Haori sowohl von Männern als auch Frauen getragen, wobei die Jacketts der Frauen dazu neigen, länger zu sein.
Haori-himoEine gefranste, gewebte Befestigungsschnur für das Haori. Die förmlichste Farbe ist Weiß.
ObiDas japanische Gegenstück zu einer Schärpe oder einem Gürtel. Wird zu einem Kimono oder Yukata angelegt. Obi werden je nach Anlass verschieden getragen. Die Versionen für die Ausstattung der weiblichen Kimonoträger sind die kompliziertesten.
TabiKnöchelhohe Socken mit abgetrenntem Zeh-Bereich. In der Regel zu Sandalen getragen. Gibt es auch für Stiefel.
WarajiStrohsandalen, die bevorzugt von Mönchen getragen werden.
ZōriZehenstegsandalen traditionell aus Leder, Stoff oder Reisstroh. Zori können mit delikaten Stickereien reich verziert sein oder überhaupt nicht. Sie werden sowohl von Männern als auch Frauen getragen. Die förmlichsten Männer-zōri verfügen über eine Innensohle aus Reisstroh und Zehenriemen aus weißem Leder. Von der Gestaltung her ähneln sie Sandalen. Frauen-zōri haben eine schmalere und ovalere Form als Männer-zōri.